# Marcus Gerd
Marcus Rentzhog Gerd (1º maggio 1995) è un giocatore di calcio a 5 e calciatore svedese, di ruolo portiere.

## Carriera

### Calcio a 5

#### Nazionale
Gerd gioca per la nazionale svedese.

### Calcio
Gerd ha cominciato la carriera nel calcio con la maglia dell'Uddevalla, per cui ha esordito nel 2011. È rimasto in squadra fino al 2014.
Il 24 febbraio 2015, Gerd ha firmato ufficialmente per il Gjøvik-Lyn, compagine norvegese militante in 2. divisjon, dopo aver sostenuto un provino di una settimana. Ha esordito in squadra il 5 ottobre, nella sconfitta per 3-2 maturata sul campo del Lillestrøm 2.
Il 5 gennaio 2016 ha fatto ritorno in Svezia, per giocare nel Grebbestad, in Division 2.